# Baaz (film)
Pour plus de détails, voir Fiche technique et Distribution.
Baaz (en hindi : बाज़) est un film indien réalisé par Guru Dutt, sorti en 1953.

## Fiche technique
- Titre original : बाज़
- Titre français : Baaz
- Réalisation : Guru Dutt
- Scénario : Guru Dutt
- Pays d'origine : Inde
- Format : Noir et blanc - 35 mm - Mono
- Genre : action, aventure, musical
- Durée : 150 minutes
- Date de sortie : 1953

## Distribution
- Geeta Bali : Nisha N. Das
- Guru Dutt : Raj Kumar Ravi
- K.N. Singh : général Barborosa
- Kuldip Kaur : Rosita
- Yashodra Katju : ami de Nisha
- Sulochana : Raj Mata
- Ram Singh :
- Johnny Walker : l'astrologiste